# حركة ماو

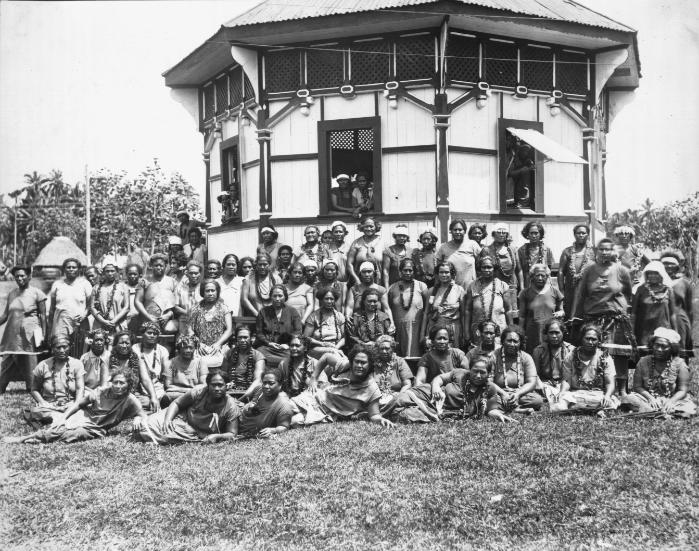

حركة ماو التي حدثت خلال النصف الأول من القرن العشرين هي حركة سلمية تهدف لاستقلال دولة ساموا عن الحكم الاستعماري. تعني كلمة ماو بشكل حرفي «الرأي المُصمَّم عليه». كان شعار حركة الماو هو «ساموا للسامويين».
بدأت الحركة بمقاومة ماو بول في أوائل القرن العشرين في جزيرة سافاي ونمت الحركة بحلول أواخر العشرينيات وحصلت على دعم واسع النطاق في جميع أنحاء البلاد. أصبحت القيادة مع نمو الحركة في يد النخبة السائدة في البلاد، كان قادة الماتاي التقليديون ملتزمين بتقاليد ساموا، أيضًا توسعت حركة الماو لتشمل النساء اللاتي دعمن التنظيم الوطني من خلال القيادة والتنظيم والمشاركة في المسيرات. ارتدى أنصار حركة الماو ملابساً من تقاليد ماو مصنوعة من لافالافا باللون الأزرق الداكن مع شريط أبيض والذي حظرته الإدارة الاستعمارية لاحقاً.
وصلت حركة الماو لذروتها في 28 ديسمبر 1929 عندما أطلقت الشرطة النيوزيلندية النار في شوارع العاصمة آبيا مستهدفة موكباً كان يحاول منع اعتقال أحد أعضائه. قُتل ما يصل إلى 11 من مواطني ساموا بما أصبح يعرف اليوم باسم السبت الأسود، قُتل من ضمن هؤلاء الأشخاص زعيم الماو والزعيم الأعلى توبوا تاماسيسي ليلوفي الثالث وأصيب كثيرون بجروح ما أدى بالمحتجين لضرب أحد رجال الشرطة النيوزيلنديين حتى الموت. أدت جهود حركة الماو في نهاية المطاف للاستقلال السياسي لساموا في عام 1962 بالرغم من أن ذروة نشاط الحركة في الجزر الغربية حدثت في أواخر العشرينيات وأوائل الثلاثينيات.

## التاريخ
تُعتبر حركة الماو حركة واسعة الانتشار بداية من القرن التاسع عشر من خلال الاتصال الأوروبي وبسبب ظهور القوى الغربية وبريطانيا والولايات المتحدة وألمانيا والذين تنافسوا من أجل السيطرة على هذه الدولة الواقعة على المحيط الهادئ. أصبحت البلاد تحت السيطرة الألمانية عام 1900 وبقيت تحت سيطرتها حتى 1914 تلا ذلك الحكم الاستعماري النيوزلندي والذي استطاعت حركة الماو استحضار الدعم الوطني خلاله.
يقول الكاتب الساموي والبروفيسور ألبرت ويندت أن حركة الماو مثلت تمرداً ضد الاستعمار الأجنبي لساموا ما أدى لنهوضها في القرن التاسع عشر. وقع حدث رئيسي في عام 1908 أثناء نزاع بين الإدارة الاستعمارية الألمانية ومجلس رؤساء ساموا «أو ما يعرف بمالو ساموا» حول إنشاء شركة كوبرا والتي يملكها ويسيطر عليها السامويون الأصليون.
أدى هذا الخلاف في نهاية المطاف لتشكيل حركة مقاومة تعرف باسم «ماو بول» في جزيرة سافاي من قبل أحد قادة ساموا من سافوتولافاي واسمه لواكي نامولولو ماموي والذي عُزل من قبل حاكم ساموا الألماني فيلهلم سولف. جلب سولف إضافةً لعزله أعضاءً من مالو ساموا سفينتين حربيتين ألمانيتين كقوةً استعراضية. بعد ذلك، عاد لواكي مع محاربيه للمعركة ولكن الحاكم الألماني أقنع ماتعافا لاحقاً بإقامة محادثات سلام مع لواكي، كان على لواكي تفريق جيشه قبل الاجتماع، فعاد رجل الشرف لواكي مع محاربيه إلى جزيرة السافاي إذ إنهم رفضوا المغادرة دونه. ثم عاد إلى أبولو بعد التأكد من وصول كافة المحاربين إلى قراهم، استغرق أمر تفريق الجيش عدة أيام مما جعل حاكم ألمانيا يقيم فخه بنجاح، لم تكن نية الحاكم الألماني بالتخلص من لواكي معروفة لماتعافا.
تعرض لواكي وبعض الرؤساء للخيانة بعد أيام من عودتهم لأبولو أثناء «حديث السلام» الذي عُقد على متن السفينة الألمانية. نُفي لواكي وغيره من كبار قادة الماو في عام 1909 إلى المستعمرات الألمانية في ماريانا (شمال غرب المحيط الهادئ) وبقوا هناك حتى عام 1914، وعندما استولت نيوزيلندا على ساموا باعتبارها جزءًا من واجباتها الإمبراطورية في الحرب العالمية الأولى مات الكثير من المنفيين، قبل العودة إلى ساموا. توفي لواكي عام 1915 أثناء عودته إلى ساموا.

### وباء الإنفلونزا
لم تكتسب حركة استقلال ساموا قوتها من جديد إلا بعد أن ضمت القوات النيوزلندية ساموا الغربية عام 1914 دون أي رفض ألماني عند بداية الحرب العالمية الأولى. استمر الحكم العسكري حتى بعد انتهاء الحرب، ومن ثم في عام 1919، توفي حوالي 7500 من السامويين والذين كانوا يمثلون 22% من السكان بسبب وباء الإنفلونزا. كان السامويون عرضة لأصغر الأمراض الأوروبية كما كان معروفاً بسبب أنه لم يسبق لهم مواجهتها من قبل. سمح النيوزيلنديون لركاب وطاقم السفينة «إس إس تالون» والتي وصلت إلى آبيا بالنزول رغم أنه كان من الواضح أن ركابها مصابون بالإنفلونزا.
أُبلغ عن أول حالة وفاة بعد يومين فقط، لم تُبذل أي محاولات من جانب المسؤولين في نيوزيلندا لاحتواء المرض أو منع انتشاره. انتشر المرض في جميع أنحاء ساموا بعد أسبوع واحد فقط من وصول السفينة. قُتلت عائلات بأكملها بفعل الفيروس وبقيت الجثث لأسابيع دون أن تُدفن أو أُلقيت في مقابر جماعية أو تُركت في المنازل ثم أُحرقت تلك المنازل. ورغم كل ما حدث في ساموا فإن ساموا الأمريكية لم تتأثر ولم تحدث بها أي حالة وفاة إذ اتُّخذت تدابير وقائية وتمت عملية الحجر الصحي بشكل مناسب وبالتالي لم تحدث أي وفيات هناك. عرض الحاكم الأمريكي المساعدة على العقيد المسؤول لوغان فور علمه بالوضع الراهن، دمر لوغان والذي وُلد في بريطانيا وكان يكره الأمريكيين البرقية وقطع أي اتصال آخر بساموا الأمريكية رغم معرفته لامتلاك الأمريكيين فريقاً طبياً كبيراً كان بإمكانه إنقاذ الكثير من الأرواح.
خلق هذا الحدث المأساوي أساساً جديداً للاستياء من الإدارة الراهنة والتي أثبتت للكثير من السامويين أنها ليست كفوءة وغير شريفة. بالإضافة للتعامل غير المتقن لحكم ساموا والتدمير البطيء والممنهج للبنية الاجتماعية الساموية التقليدية من قبل الإداريين المتعاقبين وعدم احترام وفهم ثقافة ساموا، كلها أمور زرعت بذور المقاومة للحكم الاستعماري. استُبدل لوغان لاحقاً بالعقيد روبيرت تيت.

### قيادة ماو
جاء التأييد الكبير لماو بين السامويين بسبب قيادة ساموا ماتاي ورؤساء العائلات في الهيكل الاجتماعي السياسي التقليدي لساموا. استخدمت الروابط العائلية والتي كانت تعتبر جزء أساسي من ثقافة ساموا لتسخير الدعم. أظهر نجاح الماو في جمع الدعم الوطني أن «فا ساموا» ما زال قوياً بالرغم من الاستعمار.
كان أولاف فريدريك نيلسون أحد قادة حركة الماو الجديدة تاجراً ناجحاً نصف سويدي نصف ساموي. كان نيلسون أغنى رجل في ساموا وكان لديه تجارب عديدة للسفر ولكنه شعر بالإحباط بسبب استبعاد الإدارة الاستعمارية للسكان الأصليين والسامويين من الحكم. من الجدير بالذكر أنه كان واحداً من الكثيرين الذين فقدوا أطفالاً بسبب وباء الإنفلونزا الذي ضرب البلاد عام 1919 بالإضافة إلى أنه فقد والدته وشقيقته وشقيقه الوحيد. ورغم أنه كان يُعتبر أوروبياً فقد اعتبر نفسه ساموياً بحكم (الولادة والشعور).
زار نيلسون ويلينغتون عام 1926 من أجل الضغط على حكومة نيوزيلندا بشأن مسألة توسيع الحكم الذاتي. وعده وزير الشؤون الخارجية وليام نوسورثي أثناء زيارته بزيارة ساموا للتحقيق في الأمر ولكنه أجل رحلته مما أدى لأن ينظّم نيلسون اجتماعين عامين في آبيا حضرهما المئات وشُكلت رابطة السامويين أو ما تُعرف باسم «أو لي ماو».
أنشأت حركة الماو صحيفة «ساموا غارديان» واعتبرتها منبر الحركة. نظّم نيلسون من أجل إثبات الدعم الشعبي للماو اجتماعاً رياضياً لأعضاء الحركة في فترة عيد ميلاد الملك وأقام حفلاً ضخماً في منزله في نفس الليلة. بدأ أعضاء الحركة بإهمال أعمالهم مثل «البحث الأسبوعي عن خنفساء وحيد القرن» والتي تعتبر العدو الأكبر لجوز الهند هذا ما هدد صناعة جوز الهند والتي كانت مربحة جداً في ذلك الوقت. قاومت العديد من قرى ساموا فرض المسؤولون النيوزيلنديون حصة معينة لكل فرد من الخنفساء إذ ربّوا الحشرات في سلال منسوجة بإحكام بدلاً من الامتثال للأوامر والبحث عنها في الغابات.
غيّر مدير ساموا جورج ريتشاردسون في عام 1927 القانون بعد انزعاجه من تنامي قوة الماو من أجل السماح بترحيل الأوروبيين بتهمة «إثارة الاضطرابات». اتخذ هذا الإجراء بافتراض أن الحركة المتنامية كانت نتاجاً للأوروبيين المهتمين والذين أثاروا غضب سكان ساموا الأصليين.
بُنيت حركة الماو في الواقع على الطرق التقليدية لتنظيم ساموا السياسي، شُكلت لجنة في كل قرية انضمت للحركة، تتألف اللجنة من زعماء ومتحدثين وشكلت هذه اللجان العنصر الأساسي لنظام الحكم البديل، يعني ميل السامويين إلى الاتحاد تحت القيادة التقليدية أنه بحلول منتصف العشرينيات من القرن العشرين كان 85% من سكان ساموا مشاركين في المقاومة المفتوحة.
نُفي نيلسون من ساموا بالإضافة لاثنين آخرين من الزعماء الأوروبيين لحركة الماو وهم ألفريد سميث وإدوين جور بعد زيارة أخرى لنيوزيلندا. اقتُبست العريضة التي أدت لتشكيل لجنة مشتركة للتحقيق في الوضع الراهن في ساموا عن المثل الساموي القديم «لقد تأثرنا بالحب، نحن لم نتحرك أبداً بسبب الخوف».